# Lake Forest (Illinois)
Lake Forest és una població dels Estats Units a l'estat d'Illinois. Segons el cens del 2008 tenia 21.300 habitants.

## Demografia
Segons el cens del 2000, Lake Forest tenia 20.059 habitants, 6.687 habitatges, i 5.329 famílies. La densitat de població era de 459,1 habitants/km².
Dels 6.687 habitatges en un 39% hi vivien nens de menys de 18 anys, en un 73,6% hi vivien parelles casades, en un 4,7% dones solteres, i en un 20,3% no eren unitats familiars. En el 18,3% dels habitatges hi vivien persones soles el 9,6% de les quals corresponia a persones de 65 anys o més que vivien soles. El nombre mitjà de persones vivint en cada habitatge era de 2,78 i el nombre mitjà de persones que vivien en cada família era de 3,17.
Per edats la població es repartia de la següent manera: un 27,5% tenia menys de 18 anys, un 9,6% entre 18 i 24, un 19,7% entre 25 i 44, un 28,6% de 45 a 60 i un 14,6% 65 anys o més.
L'edat mediana era de 41 anys. Per cada 100 dones de 18 o més anys hi havia 86,5 homes.
Entorn del 15% de les famílies i el 2% de la població estaven per davall del llindar de pobresa.

## Poblacions més properes
El següent diagrama mostra les poblacions més properes.